# Nacionalni povijesni park Chaco Culture
Nacionalni povijesni park Chaco Culture nacionalni je povijesni park Sjedinjenih Američkih Država na američkom jugozapadu u kojem se nalazi koncentracija pueblosa. Pueblosi su građevine Pueblo Indijanaca. Park se nalazi na sjeverozapadu Novog Meksika, između Albuquerquea i Farmingtona, u udaljenom kanjonu koji usjeca Chaco Wash. Sadrži najveću zbirku drevnih ruševina sjeverno od Meksika, park čuva jedno od najvažnijih predkolumbovskih kulturnih i povijesnih područja u SAD-u.
Između 900. i 1150. godine, kanjon Chaco bio je glavno kulturno središte predaka Puebloanaca. Chacoanci su vadili blokove pješčenjaka i vukli drvenu građu s velikih udaljenosti, sastavljajući petnaest velikih kompleksa koji su do 19. stoljeća ostale najveće zgrade ikada izgrađene u Sjevernoj Americi. Predloženi su dokazi arheoastronomije u Chacou, s petroglifom "Sunčev bodež" na Fajadi Butteu kao popularan primjer. Mnoge su chakoanske građevine možda bile usklađene kako bi uhvatile solarne i lunarne cikluse, što je zahtijevalo generacije astronomskih promatranja i stoljeća vješto koordinirane izgradnje. Smatra se da su klimatske promjene dovele do iseljavanja Chacoanaca i konačnog napuštanja kanjona, počevši od pedesetogodišnje suše koja je započela 1130. godine.
Sastojeći se od UNESCO-ve Svjetske baštine koja se nalazi u sušnoj i rijetko naseljenoj regiji Four Corners, Chacoanska kulturna mjesta su krhka—zabrinutost zbog erozije uzrokovane turistima dovela je do zatvaranja Fajade Buttea za javnost. Ljudi Hopi i Pueblo smatraju ta mjesta svetim domovinama predaka, koji čuvaju usmene izvještaje o svojoj povijesnoj migraciji iz Chaca i njihovom duhovnom odnosu prema zemlji. Iako napori za očuvanje parka mogu biti u sukobu s domorodačkim vjerskim uvjerenjima, predstavnici plemena blisko surađuju sa Službom nacionalnih parkova kako bi podijelili svoje znanje i poštivali baštinu kulture Chacoana.
Park se nalazi na Trails of the Ancients Byway, jednoj od označenih New Mexico Scenic Byways.
Chacoani su izgradili svoje komplekse duž 14 km dugog dijela dna kanjona, pri čemu su zidovi nekih građevina poravnati kardinalno, a drugi usklađeni s 18,6-godišnjim ciklusom minimalnog i maksimalnog izlaska i zalaska mjeseca.

## Geografija
Kanjon Chaco se nalazi unutar bazena San Juan, na vrhu goleme visoravni Colorado, okružen planinama Chuska na zapadu, planinama San Juan na sjeveru i planinama San Pedro na istoku. Drevni Chacoani koristili su guste šume hrasta, piñona, bora ponderosa i kleke kako bi dobili drvo i druge resurse. Sam kanjon, koji se nalazi unutar nizina okruženih poljima dina, grebenima i planinama, poravnat je duž osi otprilike sjeverozapad-jugoistok i obrubljen je ravnim masivima poznatim kao mese. Veliki razmaci između jugozapadnih stijena litica - bočnih kanjona poznatih kao rinkoni - bili su kritični za usmjeravanje oluja koje nose kišu u kanjon i povećanje lokalne razine oborina. Glavni Chacoanski kompleksi, kao što su Pueblo Bonito, Nuevo Alto i Kin Kletso, imaju nadmorske visine od 1.890 do 1.960 m.
Dno aluvijalnog kanjona spušta se prema sjeverozapadu blagim nagibom 6 m/km; dijeli ga Chaco Wash, arroyo koji rijetko nosi vodu. Glavni vodonosnici kanjona bili su previše duboki da bi bili od koristi drevnim Chacoancima: samo nekoliko manjih i plićih izvora podržavalo je male izvore koji su ih održavali. Danas, osim povremenog olujnog otjecanja koji teče kroz arroyos, značajna površinska voda - izvori, bazeni, bunari - praktički ne postoji. 

## Povijest

### Iskop i zaštita
Prvo dokumentirano putovanje kroz kanjon Chaco bila je ekspedicija 1823. koju je vodio guverner Novog Meksika José Antonio Vizcarra kada je to područje bilo pod meksičkom vlašću. Zabilježio je nekoliko velikih ruševina u kanjonu. Američki trgovac Josiah Gregg pisao je o ruševinama kanjona Chaco, govoreći 1832. o Pueblo Bonito kao "izgrađenom od finog pješčenjaka". Godine 1849., odred američke vojske prošao je kroz ruševine i pregledao ruševine, nakon što su Sjedinjene Države osvojile jugozapad pobjedom u Meksičkom ratu 1848.  Međutim, kanjon je bio toliko udaljen da je jedva posjećen tijekom sljedećeg 50 godina. Nakon kratkog izviđačkog rada Smithsonianovih znanstvenika 1870-ih, formalni arheološki radovi započeli su 1896. kada je grupa iz Američkog prirodoslovnog muzeja sa sjedištem u New Yorku — Hyde Exploring Expedition — počela iskapati Pueblo Bonito. Provodeći pet ljeta u regiji, poslali su preko 60.000 artefakata natrag u New York i upravljali nizom trgovačkih postaja u tom području.
Godine 1901. Richard Wetherill, koji je radio za ekspediciju Hyde, preuzeo je posjed od 65 hektara koji su uključivali Pueblo Bonito, Pueblo del Arroyo i Chetro Ketle. Dok je istraživao Wetherillov zahtjev za zemljištem, savezni agent za zemljište Samuel J. Holsinger detaljno je opisao fizičku postavu kanjona i mjesta, zabilježio pretpovijesne segmente ceste i stepenice iznad Chetro Ketla, te dokumentirao pretpovijesne brane i sustave za navodnjavanje. Njegov izvještaj ostao je neobjavljen i bez pažnje. Potaknuo je stvaranje nacionalnog parka kako bi se zaštitila Chacoanske lokalitete.
Sljedeće godine Edgar Lee Hewett, predsjednik New Mexico Normal University (kasnije preimenovanog u New Mexico Highlands University), kartirao je mnoga mjesta Chacoana. Hewett i drugi pomogli su u donošenju Federalnog zakona o antikvitetima iz 1906. godine, prvog američkog zakona za zaštitu relikvija; to je zapravo bila izravna posljedica Wetherillovih kontroverznih aktivnosti u Chacu. Zakon je također ovlastio predsjednika da uspostavi nacionalne spomenike: 11. ožujka 1907. Theodore Roosevelt je proglasio kanjon Chaco nacionalnim spomenikom. Wetherill se odrekao svojih zemljišnih zahtjeva.
Godine 1920., National Geographic Society započelo je arheološko ispitivanje kanjona Chaco i imenovalo Neila Judda, za voditelja projekta. Nakon izviđačkog putovanja te godine, Judd je predložio da se iskopa Pueblo Bonito, najveća ruševina u Chacu. Počevši od 1921., Judd je proveo sedam terenskih sezona u Chacou. Uvjeti života i rada bili su u najboljem slučaju spartanski. U svojim memoarima, Judd je suhoparno zabilježio da "Chaco Canyon ima svoja ograničenja kao ljetovalište". Do 1925. Juddovi su bageri uklonili 100.000 tona maerijala koji je pokrivao lokalitet, koristeći tim od "35 ili više Indijanaca, deset bijelaca i osam ili devet konja". Juddov tim pronašao je samo 69 ognjišta u ruševinama, što je zbunjujuće otkriće budući da su zime u Chaco-u hladne. Judd je poslao A.E. Douglassu više od 90 primjeraka za datiranje prstenastih drveća, tada u povojima. U to vrijeme Douglass je imao samo "plutajuću" kronologiju. Tek 1929. tim predvođen Juddom pronašao je "kariku koja nedostaje". Većina greda korištenih u Chacou izrezana je između 1033. i 1092., što je vrhunac gradnje tamo.
Bogatstvo kulturnih ostataka na lokalitetima parkova dovelo je do proširenja malog nacionalnog spomenika u Nacionalni povijesni park kulture Chaco 19. prosinca 1980., kada je 5.300 hektara dodano zaštićenom području. Godine 1987. UNESCO je park proglasio mjestom svjetske baštine. Kako bi zaštitila Chacoanske lokalitete na susjednim zemljama Ureda za upravljanje zemljištem i Navajo Nation, Park Service je razvio multi-agencijski program Chaco Culture Archaeological Protection Site. Ove inicijative identificirale su više od 2400 arheoloških nalazišta unutar sadašnjih granica parka; samo mali postotak njih je iskopan.

## Galerija
- Prapovijesno stubište Chaco, Nacionalni povijesni park Chaco Culture, Novi Meksiko
- Detalj Chaco Kive, Nacionalni povijesni park Chaco Culture, Novi Meksiko
- Chaco unutarnji zid, prikazuje konstrukciju od balvana i kamena, Nacionalni povijesni park Chaco Culture, Novi Meksiko
- Rani grafiti, Nacionalni povijesni park Chaco Culture, Novi Meksiko
- Chaco Pictograph, Nacionalni povijesni park Chaco Culture, Novi Meksiko

- Nacionalni park Bryce Canyon